# Werfener Hütte
Die Werfener Hütte ist eine Schutzhütte des Österreichischen Touristenklubs. Sie liegt auf 1967 m ü. A. Höhe im Tennengebirge am Fuß des Werfener Hochthrons im Pongau. Es ist die höchstgelegene bewirtschaftete Schutzhütte des Gebirges; von der Sonnenterrasse ist ein Ausblick ins Tal der Salzach, auf den Hochkönig und bis zu den Hohen Tauern möglich. Die Hütte ist Ziel von Wanderern und ein Stützpunkt für Bergsteiger, es sind zahlreiche Plateauüberschreitungen und Gipfelbesteigungen möglich. Auch Kletterrouten sind begehbar, der jeweilige Wirt der Hütte kann Auskunft geben.

## Zugänge
- Von der Wengerau (960 m, Parkplatz) bei Werfenweng über die Elmaualm, Gehzeit: 2¾ Stunden
- Von Lampersbach (900 m) bei Werfenweng über Faisenberggut und Elmaualm, Gehzeit: 3 Stunden
- Vom Unterholzbauern (1100 m, Parkplatz) bei Pfarrwerfen über Mahdegg-Alm, Gehzeit: 2½ Stunden
- Von Werfen über Schladmingberg, Unterholz, Mahdegg, Fieberhornkar oder Tanzboden, Gehzeit: 4 Stunden

Anmerkung: die ehemalige Mautstraße von Werfenweng zum Alpengasthof Mahdegg-Alm ist gesperrt.

## Übergänge
- Elmaualm (1520 m), Gehzeit: 1 Stunde
- Mahdegg-Alm (1200 m), Gehzeit: 1½ Stunden
- Edelweißerhütte (2350 m) über Thronleiter und Throntal, mittel, Gehzeit: 1½ Stunden
- weitere Übergänge sind vergleichbar mit denen der Edelweißerhütte

## Gipfelbesteigungen
- Werfener Hochthron (2363 m), Schwierigkeit nach UIAA: II–III, Gehzeit: 1½ Stunden
- Streitmandl (2350 m) über Thronleiter und Throntal, mittel, Gehzeit: 1½ Stunden
- Raucheck (2432 m) über Thronleiter, Throntal und Hiefler, mittel, Gehzeit: 2 Stunden
- Kletterrouten am Kleinen und Großen Fieberhorn, Schwierigkeit nach UIAA: IV−

### Klettergarten
Direkt hinter der Werfener Hütte befindet sich ein Klettergarten mit 10 verschiedenen Routen in den Schwierigkeitsgraden IV bis XIII.

## Besonderheiten
Problematisch ist die Wasserarmut am Standort dieser Hütte. Das Wasser muss oft mühsam hinauf getragen werden. Der Hüttenwirt bedient sich für den Transport von Lasten zweier Lamas. Am Weg vom Alpengasthof Mahdegg zur Hütte laden Wasserkanister mit der Aufschrift „Werfener Hütte“ vorbeikommende Besucher ein, Wasser im Kanister mit auf die Hütte zu nehmen. Ansonsten kann die Werfener Hütte per Hubschrauber versorgt werden, ein Landeplatz befindet sich rund 50 Meter östlich der Hütte.